# Gare de Batz-sur-Mer
Gare de Batz-sur-Mer vasútállomás Franciaországban, Batz-sur-Mer településen.

## Vasútvonalak
Az állomást az alábbi vasútvonalak érintik:
- Saint-Nazaire-Le Croisic-vasútvonal

## Kapcsolódó állomások
A vasútállomáshoz az alábbi állomások vannak a legközelebb:
- Gare du Croisic (Gare du Croisic)
- Gare du Pouliguen (Gare de Saint-Nazaire)